# Western (film, 1981)
Pour les articles homonymes, voir Western (homonymie).
Pour plus de détails, voir Fiche technique et Distribution.
Western (Comin' at Ya!) est un western spaghetti hispano-américano-italien réalisé par Ferdinando Baldi et sorti en 1981.
Le film a été à l'origine projeté en 3D en relief à sa sortie en salle. En engrangeant quelque 12 millions de dollars de recettes, il a lancé la mode du 3D dans les années 1980 qui sera ensuite suivie par de nombreux autres productions américaines comme Les Dents de la mer 3, Amityville 3D : Le Démon ou Meurtres en 3 dimensions.

## Synopsis
Lors d'une cérémonie de mariage, des bandits font irruption dans l'église et enlèvent la mariée. Le mari est laissé pour mort, mais il s'avère être bien vivant et s'en va bientôt, ivre de vengeance, à la recherche de sa bien-aimée.

## Fiche technique
Sauf indication contraire, les informations mentionnées dans cette section peuvent être confirmées par la base de données cinématographiques IMDb,  présente dans la section « Liens externes ».
- Titre français : Western ou La Vengeance impitoyable[2]
- Titre original italien et anglais : Comin' at Ya![3]
- Titre espagnol : Yendo hacia ti
- Réalisateur : Ferdinando Baldi
- Scénario : Tony Anthony, Wolf Lowenthal, Lloyd Battista, Gene Quintano
- Photographie : Fernando Arribas
- Montage : Franco Fraticelli
- Effets spéciaux : Goffredo Unger (it)
- Musique : Carlo Savina
- Décors : Luciano Spadoni (it)
- Costumes : Luciano Spadoni (it)
- Production : Tony Anthony, Gene Quintano, Brud Talbot, Stan Torchia
- Société de production : Lupo-Anthony-Quintano Productions, Universum Film AG
- Pays de production :  Italie -  Espagne -  États-Unis
- Langue originale : anglais
- Format : Couleurs - 2,35:1 - Son Dolby - 35 mm
- Durée : 91 minutes (1 h 31)
- Genre : Western spaghetti
- Dates de sortie :
  - États-Unis : 24 juillet 1981
  - France : 12 janvier 1983[2]
  - Espagne : 24 septembre 1985

## Distribution
- Tony Anthony : H.H. Hart
- Gene Quintano : Pike
- Victoria Abril : Abilene
- Ricardo Palacios : Polk
- Lewis Gordon :
- Luis Barboo : (non crédité)
- Charly Bravo : (non crédité)
- Joaquín Gómez : (non crédité)